# 조지 밴드
조지 크리스토퍼 밴드(George Christopher Band, 1929년 2월 2일 – 2011년 8월 26일)는 잉글랜드의 산악인이었다. 그는 1953년 영국 에베레스트산 등반대의 최연소 등반가였으며, 이 원정에서 에드먼드 힐러리와 텐징 노르가이가 최초로 산을 등반했다. 1955년, 그와 조 브라운은 세계에서 세 번째로 높은 칸첸중가산을 최초로 등정했다.

## 전기
조지 밴드는 부모님인 장로교 선교사들이 1912년부터 살았던 중화민국에서 태어났다. 그 섬은 1895년부터 일본의 지배를 받았으며, 다행히도 가족은 진주만 공격 2주 전에 섬을 떠났다. 영국에서는 엘담 칼리지에서 교육을 받았고, 이어서 영국 육군 통신대에서 병역(1947-1949)을 수행했다. 그 후 퀸스 칼리지, 케임브리지에서 지질학을 전공하며 자연과학을 공부했다. 그의 케임브리지 학위는 에베레스트 원정으로 중단되었고, 네팔에서 돌아온 후 마지막 학년을 마친 뒤, 임페리얼 칼리지 런던에서 석유 공학을 공부했다.

## 산악 활동
밴드의 초기 암벽 등반 활동은 1946년 더비셔주 피크 디스트릭트에서 시작되었는데, 첫 시도 후 그는 '등반을 배우는 데 완전히 매료되었다'고 썼다. 병역 기간 동안 그는 캐터릭 주둔지에 주둔했다. 주둔지에는 최근 등반 그룹이 생겼고, 이는 정기적인 주말 등반 여행의 기회를 제공했다.
그는 퀸스 칼리지 학생 시절 알프스산맥에서 등반을 시작했으며 곧 케임브리지 대학교 산악 클럽의 회장(1951-1952)이 되었다. 그의 첫 알프스 시즌은 1950년 크리스 브래셔와 함께 도피네 알프스였고, 이듬해 여름 알프스 시즌은 샤모니 지역에서 보냈다. 불행히도 전후 환전 제한으로 인해 여행자들은 30파운드 이상을 가지고 나갈 수 없었기 때문에, 영국 등반가들은 충분한 시간과 개인 재정 자원이 있더라도 알프스에서 오랜 기간 경험을 쌓는 것이 어려웠다. 이 어려움은 1952년에 캐나다 지질학자/산악인/백만장자가 밴드와 촐리에게 몬테로사산 얼음에서 코어 샘플을 채취하는 대가로 스위스 프랑을 지불하고, 높은 고도에서의 작업으로 그들이 산악 활동에 잘 적응할 수 있게 되면서 깔끔하게 해결되었다. 밴드는 1952년에 특히 성공적인 알프스 시즌을 보냈는데, 주로 로저 촐리와 함께 발레주와 샤모니에서 등반했고, 존 스트리틀리, 이언 맥노트-데이비스, 아서 돌핀과도 함께했다.
세 번의 알프스 시즌만 보냈음에도 불구하고 그의 알프스 기록은 1953년 영국 에베레스트산 원정대에 참여할 만큼 충분히 인상적이었다. 이 원정에서 에드먼드 힐러리와 텐징 노르가이가 에베레스트산을 최초로 등정했으며, 밴드는 쿰부 아이스폴을 통과하는 경로를 개척하는 데 중요한 역할을 했다. 그리고 원정의 후반 단계에서는 7,300 미터 (24,000 ft)에 위치한 캠프 VII에 도달했다. 그는 선발될 당시 겨우 23세였으며 팀에서 가장 어린 등반가였다.
1954년 그는 케임브리지 대학교 팀의 일원으로 라카포시 첫 등정을 시도했다. 팀은 알프레드 티시에르가 이끌었고, 로저 촐리와 파키스탄 육군 참모총장이자 연락 장교였던 미안 하야우드 딘 소장도 포함되었다. 그들은 남서쪽 산맥으로 접근했지만 6,340 미터 (20,800 ft)까지만 도달했다. 이 원정의 동시대 영화는 공개되어 있다.
2년 뒤인 1955년 5월 25일, 그와 조 브라운은 1955년 영국 칸첸중가 원정에서 세계에서 세 번째로 높은 산인 칸첸중가산을 최초로 등정했다. 네팔과 시킴주 사람들의 종교적 감정을 존중하여 그들은 실제 정상에서 약 10피트 아래에서 멈췄다. 밴드가 여행 중 썼던 일기에서 정상 등정 날짜와 관련된 발췌문이 온라인에 게시되었다. 그 산이 다시 등반되기까지는 22년이 걸렸다.
1956년 그는 존 켐페가 이끄는 원정대에 합류하여 페루의 와가룬초산 첫 등정을 시도했다. 켐페와 밴드 외에 돈 스태포드 매튜스 박사, 존 스트리틀리, 잭 터커, 마이크 웨스트매코트가 일행에 포함되었다. 스트리틀리와 웨스트매코트는 1956년 8월 17일에 정상에 성공적으로 도달했다. 밴드, 스트리틀리, 웨스트매코트는 그 후 서봉을 등반했다.
에베레스트 등반 성공 후 존 헌트는 1958년 베젠기 빙하와 우시바산 지역의 캅카스산맥 등반을 위한 원정을 위해 소련 중앙 스포츠 위원회 소속의 "소련 산악 섹션"으로부터 허가를 받았다. 조지 밴드, 크리스 브래셔, 앨런 블랙쇼가 헌트의 일행에 포함되었고, 여러 소련 산악인들이 예브게니 기펜라이터를 포함하여 다양한 등반에 합류했다. 밴드는 디흐타우산 동봉의 남쪽 버트레스를 5,198 미터 (17,054 ft)까지 첫 등정했다.
이러한 초기 산악 활동의 성공 이후, 밴드는 대부분의 직업 생활을 쉘에서 석유 및 가스 탐사에 보냈다. 그의 초기 근무지 중 하나는 베네수엘라였으며, 그 나라에서의 첫 저녁은 당시 알파인 클럽 회장이었던 탕리 경의 방문과 겹쳤다. 그들은 영국 대사이자 산악인이기도 한 더글러스 버스크에 의해 영국 대사관에서 저녁 식사에 초대되었다. 이 만남은 시에라네바다 데 메리다 방문과 엘 베르티고 암봉 및 엘 아바닉 남서벽의 첫 등정으로 이어졌다.

## 직업 생활
쉘에서의 다른 근무지는 방글라데시와 오만뿐만 아니라 헤이그로 그를 이끌었다. 나중에 그는 사라왁주와 사바주의 쉘 상무이사직을 포함한 경영진 역할로 옮겨갔고 1976년부터 1980년까지 쉘 영국 탐사 및 생산 담당 이사로 재직하며 북해 유전의 주요 발견이 생산 단계에 들어서기 시작했다. 1983년에는 영국 대륙붕에서 활동하는 석유 및 가스 회사를 대표하는 영국 해양 에너지 협회 사무총장으로 임명되었고 1990년 은퇴 후에는 프리미어 오일 부회장(1990-1993)이 되었다.

## 말년
그는 알파인 클럽 (1987-1989)과 영국 산악 협회 (1996-1999)의 회장을 역임했다. 은퇴 후에도 인도, 중앙아시아, 네팔, 시킴주, 부탄으로 모험 트레킹을 이끌며 활발하게 여행을 계속했고, 2005년에는 76세의 나이로 네팔의 칸첸중가 남서쪽 베이스캠프를 다시 방문하는 트레킹을 했다.
그는 Road to Rakaposhi와 2003년에 Everest 50 Years on Top of the World (공식 역사 - 마운트 에베레스트 재단, 왕립지리학회, 알파인 클럽)를 썼다. 2007년에는 알파인 클럽 150주년을 기념하는 책 "Summit"을 썼다. 그는 히말라야 트러스트 (영국)의 회장이었다. 조지 밴드는 외딴 오지에서 도전적인 과학 연구 탐사를 수행하는 청소년 개발 자선단체인 BSES 원정대의 후원자였다.
조지 밴드는 2009년 신년 서훈에서 대영 제국 훈장 (OBE)을 수여받았다.
조지 밴드는 2011년 8월 26일, 82세의 나이로 영국 햄프셔주에서 자연사했다.

## 저서
- Road to Rakaposhi (1955)[13][2]
- Everest: 50 Years on Top of the World (2003)[25][2]
- Summit (2006), 알파인 클럽 150주년 기념.[2]